# Mykyta Krawczenko
Mykyta Jakowycz Krawczenko, ukr. Микита Якович Кравченко (ur. 14 czerwca 1997 w Zuhresie, w obwodzie donieckim) – ukraiński piłkarz, grający na pozycji pomocnika lub obrońcy.

## Kariera piłkarska

### Kariera klubowa
Wychowanek Akademii Piłkarskiej Szachtar Donieck oraz klubu Ilicziweć Mariupol, barwy których bronił w juniorskich mistrzostwach Ukrainy (DJuFL). 10 września 2014 roku rozpoczął karierę piłkarską w juniorskiej drużynie Ilicziweć U-19, potem grał w młodzieżowej drużynie. 18 kwietnia 2015 debiutował w podstawowej jedenastce, wychodząc na zmianę w 90 minucie meczu z donieckim Metałurhiem. 10 lipca 2015 podpisał kontrakt z Dynamem Kijów, a 4 maja 2019 zagrał w podstawowym składzie kijowskiego klubu. W styczniu 2020 został wypożyczony do Olimpiku Donieck. 4 sierpnia 2020 został piłkarzem Kołosu Kowaliwka, a 12 lipca 2021 SK Dnipro-1, w którym grał na zasadach wypożyczenia do zimy 2022, a potem wrócił do Dynama.

### Kariera reprezentacyjna
W 2016 rozegrał jeden mecz w młodzieżowej reprezentacji Ukrainy U-20.